# Фарель
Не путать с общиной Фаррель
Фа́рель (нем. Varel [ˈfaːʁəl], н.-нем. Varel) — город в Германии, в земле Нижняя Саксония.
Входит в состав района Фризия. Население составляет 24 587 человек (на 31 декабря 2010 года). Занимает площадь 113,53 км². Официальный код — 03 4 55 026.
Город подразделяется на 32 городских района.
| Год  | Население |
| ---- | --------- |
| 1990 | 23 791    |
| 1995 | 24 453    |
| 2000 | 24 602    |
| 2005 | 25 204    |
| 2010 | 24 663    |

## Фотографии

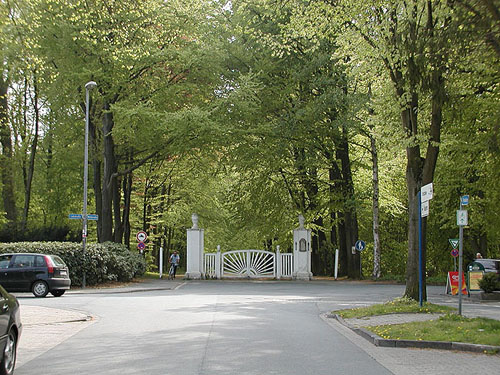
Фарельский лес
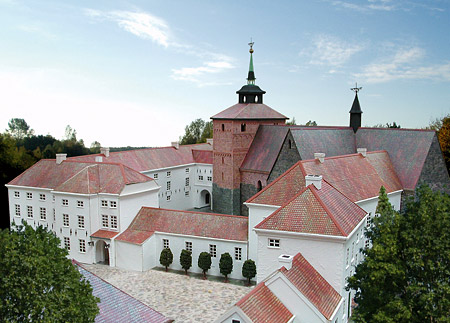
Замок Бентинков
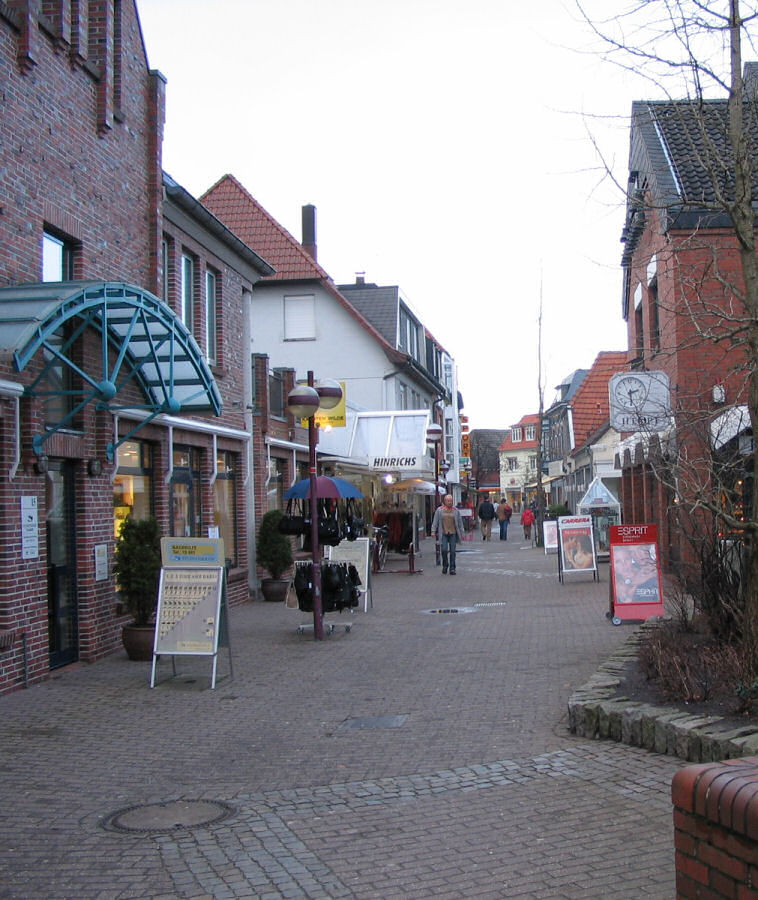
Старый город
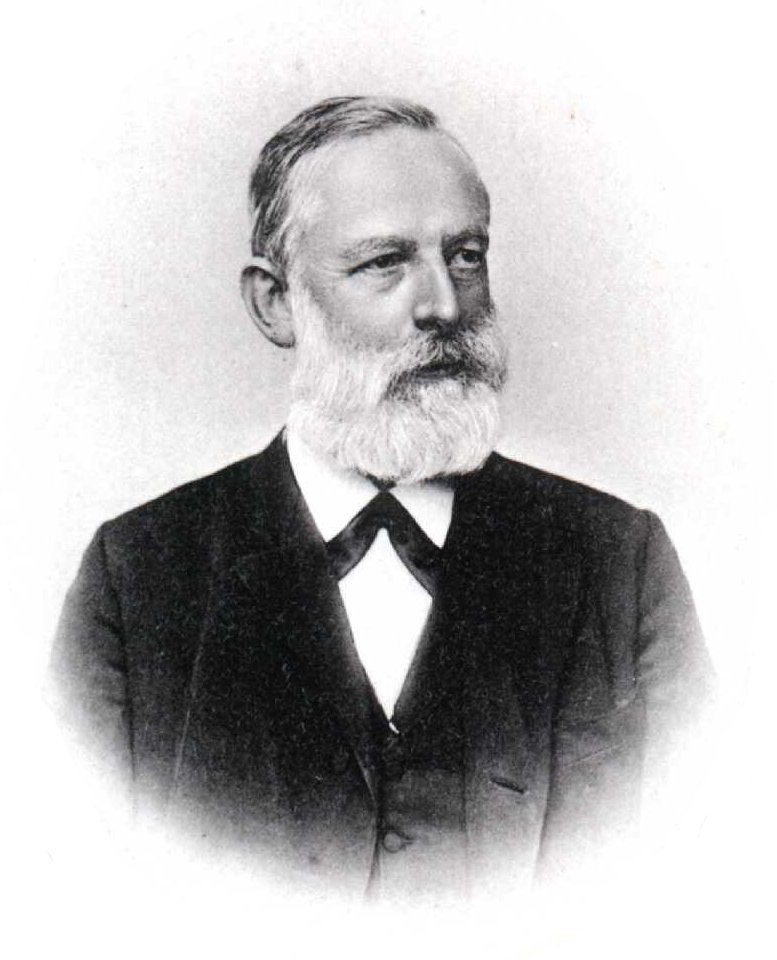
Лотар Мейер
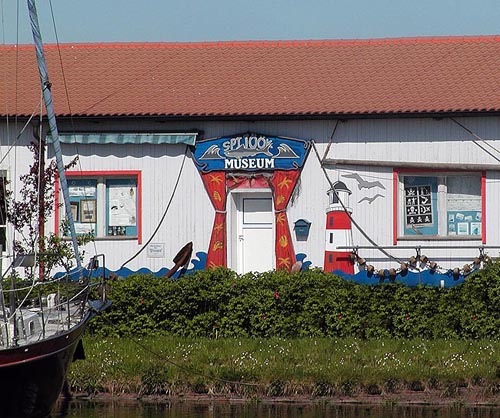
Музей
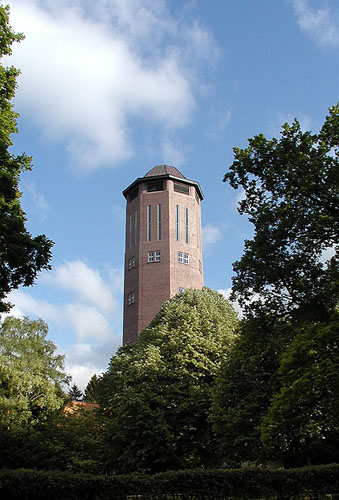
Водонапорная башня
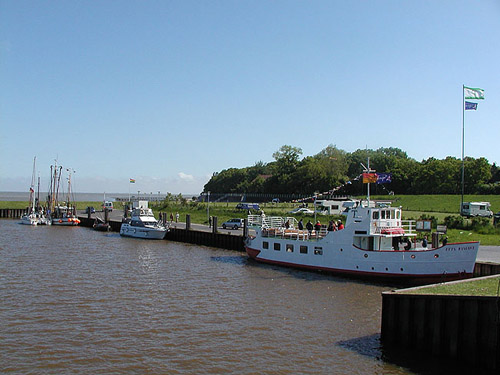
Гавань
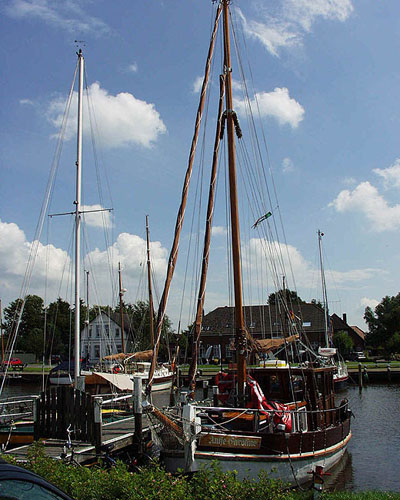
Гавань
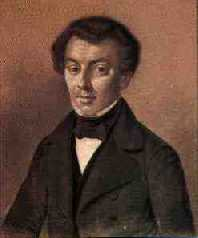
Иоганн Онкен

## Города-побратимы
Фарель имеет отношения со следующими городами-побратимами:
- Джэксон, США[2]